# Suleyman Tatliyev
Suleyman Tatliyev (en azéri : Süleyman Bayram oğlu Tatlıyev ; né le 27 février 1925 à Dag Kasaman, district de Gazakh  et mort le 9 mars 2014, à Bakou) est  une figure socio-politique et étatique de premier plan de l'Azerbaïdjan, président du Présidium du Soviet suprême de la RSS d'Azerbaïdjan (1985– 1989), président de la Chambre de commerce et d'industrie d'Azerbaïdjan (1994-2014).

## Biographie
Suleyman Tatliyev est appelé au service militaire en 1943 alors qu'il étudie à la classe terminale de l’école secondaire. Grièvement blessé au front, il retourne dans sa région pour terminer l'école secondaire de la ville de Gazakh et, en 1951, la faculté de chimie de l'université d'État d'Azerbaïdjan.

## Carrière
- en 1951 Suleyman Tatliyev commence sa carrière en tant qu'ingénieur à la nouvelle raffinerie de pétrole de Grozny, où il travaille jusqu'en 1956.
- 1956 - 1961, il Suleyman Tatliyev travaille comme directeur de l’atelier, ingénieur en chef adjoint à l'usine de caoutchouc synthétique de Sumgayit,
- 1961- 1963, chef du département chimique du Conseil économique national
- à partir de 1963, chef adjoint du département chimique et département de l'industrie pétrolière du Comité central du Parti communiste d'Azerbaïdjan.
- 1964, inspecteur du bureau transcaucasien du PCUS,
- 1964-1965, chef du département des affaires du Conseil des ministres de la RSS d'Azerbaïdjan,
- 1978-1985, Premier vice-président du Conseil des ministres de la RSS d'Azerbaïdjan,
- 1985-1989 Président du Présidium du Soviet suprême de la RSS d'Azerbaïdjan,
- depuis 1991 il est président de l'Association économique étrangère "Nur",
- dès 1994 jusqu’à la fin de sa vie, président de la Chambre de commerce et d'industrie de la République d'Azerbaïdjan[3].

## Récompenses et titres
- Ordre de Gloire (22 février 2005)  pour ses mérites dans le développement économique de l'Azerbaïdjan.
- Ordre de l'amitié (27 décembre 2004, Russie) pour sa grande contribution au développement et au renforcement des liens commerciaux et économiques russo-azerbaïdjanais.
- Ordre de la révolution d'Octobre.
- Deux ordres du Drapeau Rouge du Travail.
- Ordre de l'insigne d'honneur.
- Ordre de la guerre patriotique, 1er degré.